# Horovitz Márkus
Horovitz Márkus (Tiszaladány, 1844. március 14. – Frankfurt am Main, 1910. március 27.) rabbi, történész, Josef Horovitz orientalista apja és David Horovitz újságíró őse.

## Élete
Régi talmudtudós családból származott. Rabbinikus tanulmányait Verbón, illetve Kismartonban folytatta (utóbbi helyen Israel Hildesheimer jesiváján). Ezt követően a bécsi, a budapesti és a berlini egyetemeken filozófiát és orientalisztikát tanult (1868–1871). Doktori fokozatát Tübingenben szerezte meg. 1871 decemberében a pomerániai Lauenburgba hívták rabbinak, majd 1874-től Gnesenben, 1878 szeptemberétől pedig Frankfurtban volt rabbi. Újjászervezte a frankfurti zsidó iskolákat. A Deutsche Rabbinerverband (Német Rabbiszövetség) igazgatója és a jeruzsálemi Német-Zsidó Árvaház elnöke volt.
Abban az időben töltötte be a frankfurti rabbi tisztségét, amikor az ortodox és a reformzsidóság között komoly nézeteltérések mutatkoztak. Horovitzot nevezték ki a rituáléval foglalkozó bizottság elnökévé, hogy megbékítse Samson Raphael Hirsch ortodox híveit, akik egy másik közösség, az Israelitische Religionsgesellschaft (Izraeliták Vallási Társasága) megalapításával fenyegetőztek. Felhatalmazást kapott az egész közösség vallási intézménye felett, és támogatta egy új ortodox zsinagóga építését a Börneplatzon, amelyet 1882. szeptember 10-én szenteltek fel. Előmozdította az együttélést a különböző frakciók között, fenntartva, hogy az egységes közösség létezni tud olyan módon is, hogy mindkét fél autonómiát gyakorolhat saját intézményei felett.
1897 júliusában egyike volt azoknak a rabbiknak, akik a Herzl Tivadar által propagált cionizmus ellen fordultak.
1910-ben Frankfurtban hunyt el. A frankfurti Régi zsidó temetőben helyezték végső nyugalomra.

## Művei
- A magyar zsidók eredetéről (az Izraelita Közlöny 1869. évfolyam)
- Zur Geschichte der jüdischen Gemeinde Eisenstadtban (A kismartoni zsidó közösség történetéről), 1869.
- "Jose ben Jose", Jüdische Presse, 1873.
- Frankfurter Rabbinen (4 részben, 1882-1885)
- Jüdische Ärzte in Frankfurt, 1886.
- Máté Lévi (héber nyelven a válásról), Frankfurt, 1891.
- Die Wohlthätigkeitspflege bei den Juden im alten Frankfurt, 1896.
- Zur Statistik der jüdischen Bevölkerung im alten Frankfurt, 1896.
- Die Frankfurter Rabbinerversammlung vom Jahre 1603, 1897.
- Die Inschriften des alten Friedhofes der israelitischen Gemeinde zu Frankfurt, 1901.